# 안미쓰

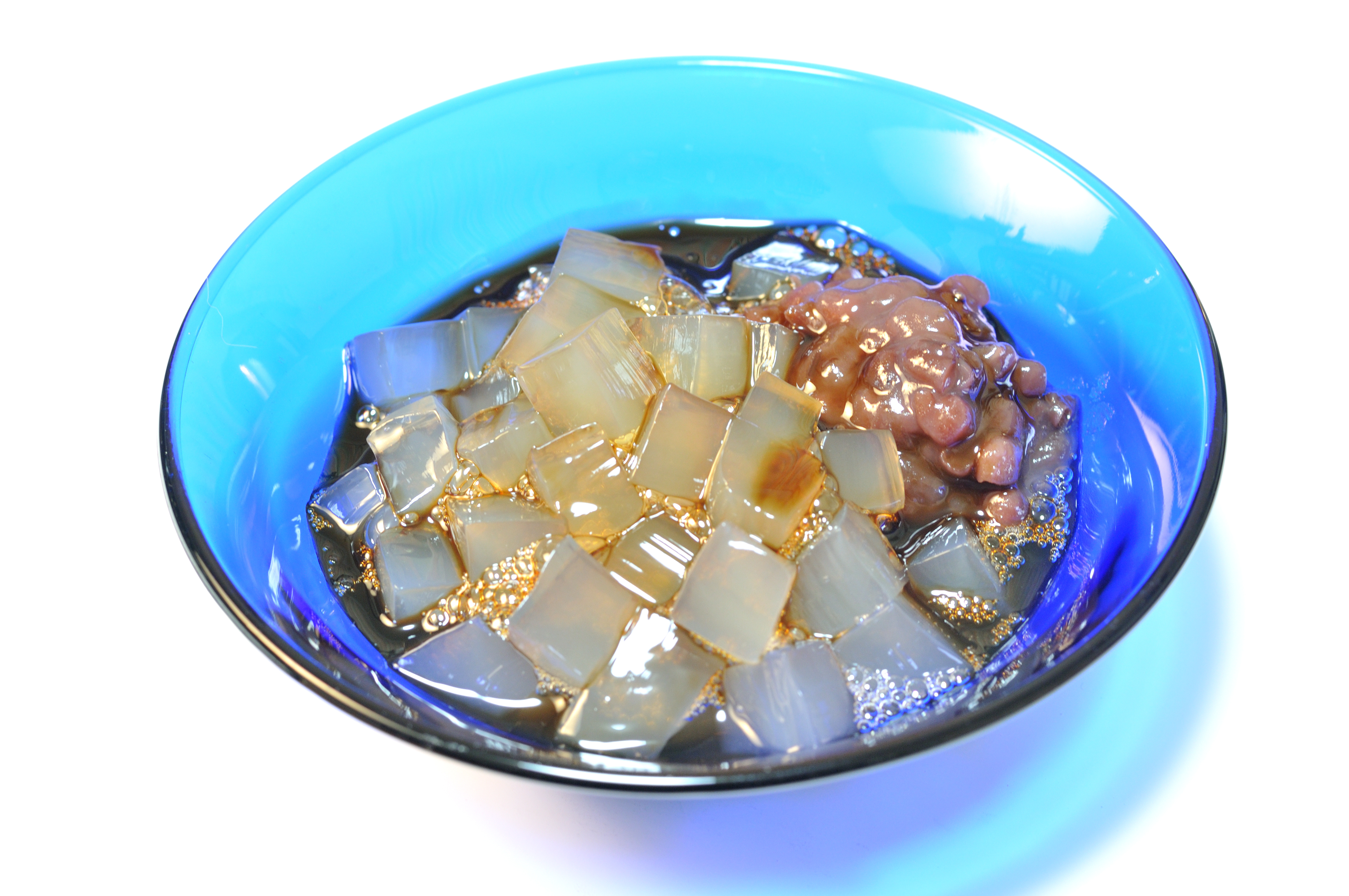
그릇에 담긴 안미쓰

안미쓰(일본어: 餡蜜→팥꿀)는 미쓰마메에 팥소(餡)를 넣은 화과자이다. 길쭉한 육면체 모양으로 썬 한천에 삶았다 식힌 완두, 팥소, 규히, 살구 등을 얹은 뒤에 꿀(蜜)을 얹어 먹는다.
발상이 무엇인지에 관하여 2가지 설이 있다. 1930년대에 긴자의 팥죽가게 “와카마쓰(若松)”의 모리 하지로 2세가 고안했다는 설이 하나이고, 1938년에 긴자의 미쓰마에 가게 “쓰키가세(月ヶ瀬)”의 창업에 참여한 배우 하시모토 무도가 고안했다는 설이 또 하나다.
와카마쓰에서는 현재도 “원조 안미쓰”를 팔고 있다. 그 밖에 교토, 가마쿠라, 아사쿠사, 우에노 등지의 안미쓰가 유명하다.
사계절을 불문하고 판매되지만 여름 풍물시로 알려져 있어서 여름 음식이라는 이미지가 강하다.

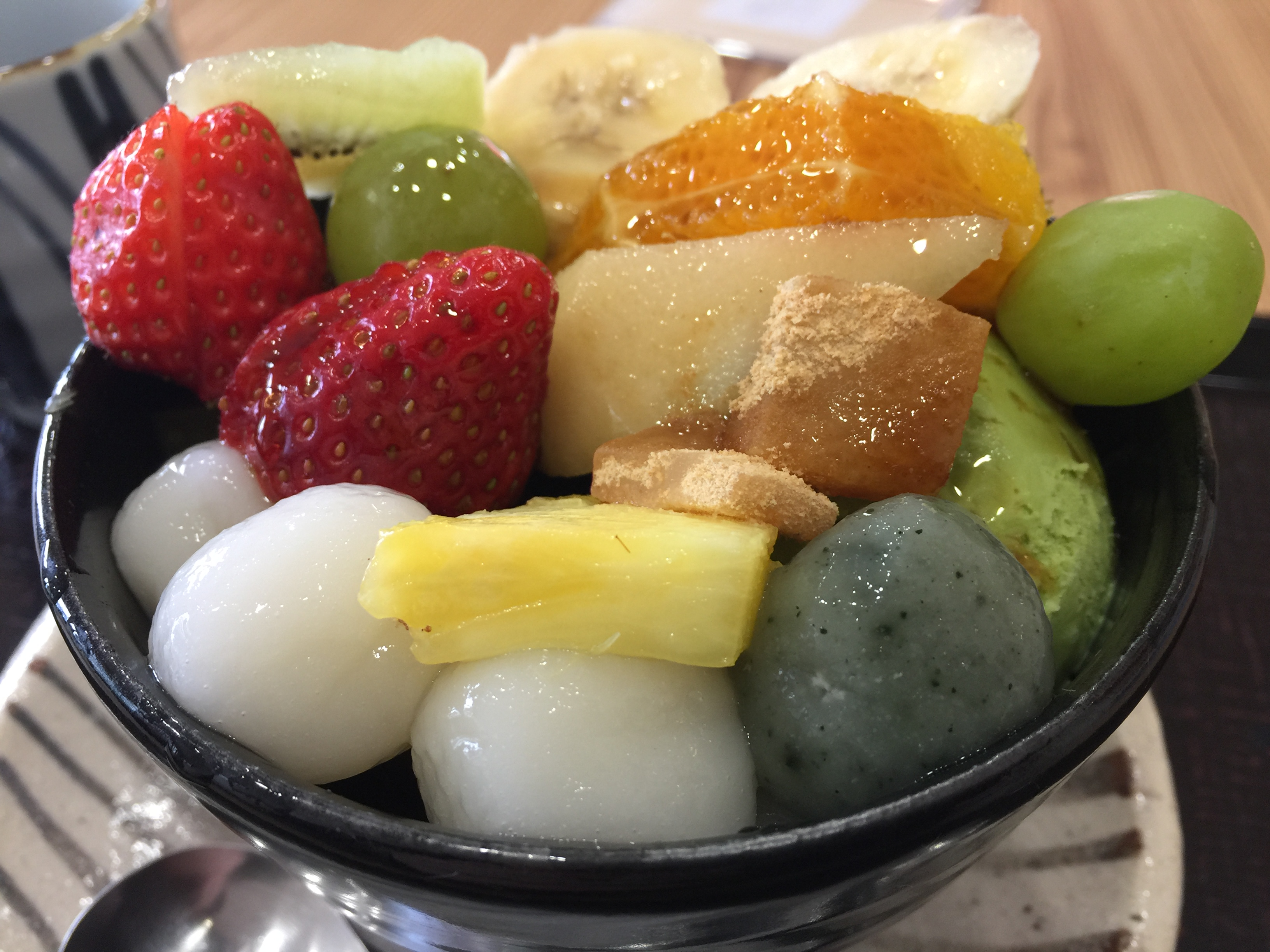
시라타마(흰 쌀경단) 후루츠(과일) 안미쓰

생크림 또는 아이스크림을 위에 얹은 크림안미쓰, 시라타마(흰 쌀경단)를 얹은 시라타마안미쓰, 과일을 얹은 후루츠안미쓰 등의 바리에이션이 있다.

## 같이 보기
- 카키고리